# Pforzheim
Pforzheim (pronunciación en alemán: /ˈp͡fɔʁt͡shaɪ̯m/ⓘ) es una ciudad en el sur de Alemania, en el estado de Baden-Württemberg. Se encuentra en el valle del río Enz, en el norte de la Selva Negra, y tiene 119 839 habitantes (2008). Es conocida también como ciudad del oro (Goldstadt) debido a que fue durante mucho tiempo el centro de la industria de joyas y relojes en Alemania. Aunque no está ubicada en él, es la capital del distrito de Enz.

## Situación geográfica

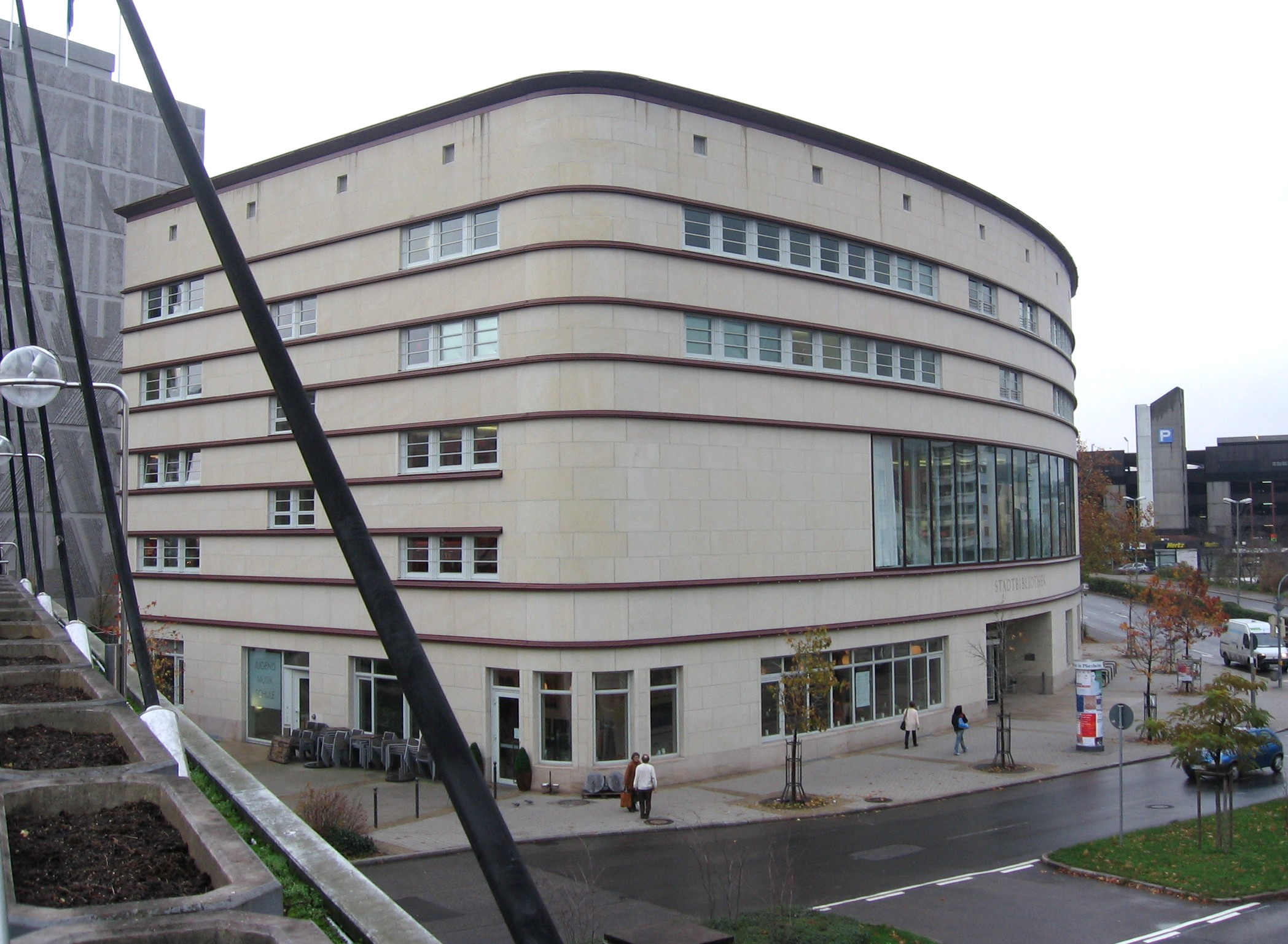
Biblioteca de Pforzheim.

La ciudad se extiende a lo largo de 10 km del valle del río Enz, además hay barrios que se encuentran en los valles del río Nagold (Dillstein y Weissenstein) y Würm (Würm) y en altiplanicies pertenecientes a la Selva Negra (Sonnenhof, Büchenbronn, Huchenfeld y Hohenwart). El clima es templado y semihúmedo en el valle (media anual: 11 °C) y templado-frío y húmedo en las altiplanicies (media anual: 8 °C). Las diferencias estacionales son muy pronunciadas: en verano, la temperatura media llega a los 20 °C, mientras en invierno es de solamente 1 °C. En las partes altas de la ciudad es frecuente la nieve.
La ciudad forma una conurbación con las localidades aledañas de Birkenfeld (al oeste), Ispringen (al norte) y Niefern-Oeschelbronn (al nordeste), juntos llegan a 145 000 habitantes.

## Historia
Pforzheim fue fundada alrededor del 50 d. C. por los romanos, quienes se instalaron cerca del río en un puesto militar llamado portus, alrededor del cual se desarrolló el poblado, habitado por una población mixta de celtas y los mismos romanos. Del imperio romano pasó en el siglo V a los alamanes y en el siglo VI a los francos, lo cual no afectó, en un principio a la composición de la población, ya que el territorio tuvo el estatus de una colonia, que debía pagar impuestos a sus colonizadores.
Recién llegado el siglo X, con la fundación del Sacro Imperio se puede decir que la población se germanizó. Perteneció al Margraviato de Baden y la ciudad se desarrolló lentamente hasta el siglo XVIII, cuando la industria relojera se instaló aquí e hizo aumentar la población de manera significativa. En términos religiosos la ciudad apoyó al movimiento protestante de Martín Lutero, y se llegó a tal grado que a fines del siglo XVIII, todos los católicos fueron expulsados de la ciudad, mientras que refugiados protestantes del sur de Francia, los valdenses, fueron recibidos con los brazos abiertos y se instalaron al este de Pforzheim.
Fue saqueada e incendiada en 1645 por las tropas bávaras y en 1689 por el ejército francés de Ezéchiel du Mas.
A fines del siglo XIX y principios del XX comenzó una ola de inmigración desde Italia y Polonia, que modificó la composición étnica de la clase obrera. Durante la Segunda Guerra Mundial, Pforzheim pese a no producir ningún bien significativo para la industria bélica fue bombardeada con 1551 toneladas de bombas en la noche del 23 de febrero de 1945 siendo destruida casi por completo en un ataque aliado que mató a 20 277 personas, un tercio de la población de la ciudad.
Después de la Segunda Guerra Mundial la ciudad fue reconstruida en estilo moderno racionalista. Después de que el bombardeo aliado hubiera hecho descender la población un 25 %, en los años 1950 y 1960 la ciudad pudo recuperar parte de la población perdida, sobre todo a causa de una nueva ola de inmigración de italianos, españoles y turcos, además de rusos descendientes de alemanes (los llamados aussiedler). Se construyeron nuevos y modernos barrios como Buckenberg-Haidach para albergar a los nuevos habitantes. Un nuevo aumento de población «artificial» se produjo en las décadas del 1960 y del 1970, a causa de la incorporación de las localidades aledañas de Eutingen, Würm, Dillweissenstein, Huchenfeld, Hohenwart y Büchenbronn al territorio municipal. En los años 1990 se llevaron a cabo una gran cantidad de obras en el centro de la ciudad para mejorar su aspecto, como la modernización de la plaza central Leopoldsplatz, el Teatro y el centro de Congresos CongressCentrum.

## Población
De los 118 000 habitantes alrededor de 85 000 habitan la zona central, el resto se reparte entre los nuevos barrios ubicados en las afueras. Alrededor del 18 % son extranjeros, y un 20 % son rusos nacionalizados, lo que transforma a la ciudad en un espacio cultural plural que se refleja en varios clubes de las distintas comunidades de inmigrantes. Las minorías más numerosas son, además de los rusos nacionalizados, turcos, italianos, croatas y albaneses, siguiendo en el orden polacos, yugoslavos, portugueses y españoles.

## Cultura
Los centros culturales más destacables son el teatro central, llamado Stadttheater construido a principios de los años 1990, que también cuenta con un escenario reservado para el under, y el Kulturhaus Osterfeld, que anteriormente fue el teatro más grande de la ciudad. El centro cultural independiente más importante es el Kupferdächle, que ofrece cursos para jóvenes y organiza recitales. Pforzheim además cuenta con cantidad de bares y discotecas, la más tradicional es el Kairo (ahora llamado Loewenzahn) ubicado en un bosque en las afueras.

## Ciudades hermanadas
La ciudad de Pforzheim se encuentra hermanada con:
- Guernica (España, desde 1989)
- Saint-Maur-des-Fossés (Francia, desde 1989)
- Vicenza (Italia, desde 1991)
- Tschenstochau (Polonia, desde el 24 de agosto de 2007)
- Irkutsk (Rusia, desde el 18 de septiembre de 2007)
- Nevşehir (Turquía, desde el 6 de diciembre de 2007)
- Komitat (Hungría, desde 2007)
- Osijek (Croacia, desde el 29 de junio de 2008)